# Oropodisma lagrecai
Oropodisma lagrecai is een rechtvleugelig insect uit de familie veldsprinkhanen (Acrididae). De wetenschappelijke naam van deze soort is voor het eerst geldig gepubliceerd in 1979 door Willemse.
1. ↑  (en) Oropodisma lagrecai op de IUCN Red List of Threatened Species.